# Margaret Ladd
Margaret Ladd, född 8 november 1942 i Providence, Rhode Island, är en amerikansk skådespelare.
Hon är främst känd för rollen som Emma Channing i TV-serien Maktkamp på Falcon Crest där hon medverkade 1981–1989. 

## Fotnoter
1. ↑  Internet Movie Database, IMDb-ID: nm0480470co0047972, läst: 15 juli 2016.[källa från Wikidata]
2. ↑  Česko-Slovenská filmová databáze, 2001, ČSFD person-ID: 326099.[källa från Wikidata]
3. ↑  Deutsche Synchronkartei, Deutsche Synchronkartei skådespelar-ID: 4602, läst: 4 april 2022.[källa från Wikidata]